# Lengby
Lengby é uma cidade localizada no estado americano de Minnesota, no Condado de Polk.

## Demografia
Segundo o censo americano de 2000, a sua população era de 79 habitantes.
Em 2006, foi estimada uma população de 78, um decréscimo de 1 (-1.3%).

## Geografia
De acordo com o United States Census Bureau tem uma área de
0,7 km², dos quais 0,6 km² cobertos por terra e 0,1 km² cobertos por água.

## Localidades na vizinhança
O diagrama seguinte representa as localidades num raio de 28 km ao redor de Lengby.